# Thái Bình (thành phố)
Thái Bình là thành phố tỉnh lỵ cũ của tỉnh Thái Bình cũ, Việt Nam.
Thành phố Thái Bình là trung tâm kinh tế, văn hoá, xã hội, khoa học, quốc phòng... của tỉnh và cũng là một trong 8 thành phố của vùng duyên hải Bắc Bộ. Nằm cách thủ đô Hà Nội 110 km, đồng thời là đầu mối giao thông của tỉnh; thuận lợi giao lưu với các tỉnh, thành phố trong vùng như Hải Phòng, Nam Định, đồng bằng sông Hồng qua quốc lộ 10.

## Địa lý
Thành phố Thái Bình nằm ở vị trí trung tâm của tỉnh, cách thủ đô Hà Nội 110 km về phía đông nam, cách thành phố Hải Phòng 60 km về phía tây nam, cách thành phố Nam Định 19 km về phía đông. có vị trí địa lý: 
- Phía đông nam và phía nam giáp huyện Kiến Xương
- Phía tây và phía tây nam giáp huyện Vũ Thư
- Phía bắc giáp huyện Đông Hưng.

Thành phố Thái Bình có diện tích 67,71 km², dân số theo tổng điều tra ngày 1/4/2019 là 206.037 người.
Sông Trà Lý chảy qua giữa thành phố, ngoài ra còn có sông Kiến Giang chảy ở phía nam và sông Vĩnh Trà.
Thành phố Thái Bình là vùng đất bằng phẳng, có cao độ 2,6 m, có sông Trà Lý chảy qua với chiều dài 6,7 km, có hệ thống sông đào đã được nâng cấp, kè bờ. Chất đất ở đây có nguồn gốc phát sinh từ các cồn và bãi cát biển nhưng được bồi đắp phù sa nên rất thích hợp cho việc gieo trồng lúa nước và cây rau màu. Nơi đây cũng rất ổn định về địa chất, phù hợp với việc phát triển các ngành công nghiệp hay xây dựng những công trình cao tầng. Nằm trong vùng khí hậu cận nhiệt đới ẩm, tiểu vùng khí hậu duyên hải. Thành phố có 2 mùa rõ rệt trong năm: mùa nóng ẩm mưa nhiều kéo dài từ tháng 4 đến tháng 10, còn lại là mùa khô hanh ít mưa. Nhiệt độ trung bình ở đây là 23 độ C, lượng mưa trung bình từ 1.500-1.900mm, độ ẩm không khí dao động 70-90%, số giờ nắng khoảng 1.600-1.800 giờ mỗi năm.
| Dữ liệu khí hậu của Thái Bình                                | Dữ liệu khí hậu của Thái Bình | Dữ liệu khí hậu của Thái Bình | Dữ liệu khí hậu của Thái Bình | Dữ liệu khí hậu của Thái Bình | Dữ liệu khí hậu của Thái Bình | Dữ liệu khí hậu của Thái Bình | Dữ liệu khí hậu của Thái Bình | Dữ liệu khí hậu của Thái Bình | Dữ liệu khí hậu của Thái Bình | Dữ liệu khí hậu của Thái Bình | Dữ liệu khí hậu của Thái Bình | Dữ liệu khí hậu của Thái Bình | Dữ liệu khí hậu của Thái Bình |
| Tháng                                                        | 1                             | 2                             | 3                             | 4                             | 5                             | 6                             | 7                             | 8                             | 9                             | 10                            | 11                            | 12                            | Năm                           |
| ------------------------------------------------------------ | ----------------------------- | ----------------------------- | ----------------------------- | ----------------------------- | ----------------------------- | ----------------------------- | ----------------------------- | ----------------------------- | ----------------------------- | ----------------------------- | ----------------------------- | ----------------------------- | ----------------------------- |
| Cao kỉ lục °C (°F)                                           | 31.7 (89.1)                   | 34.6 (94.3)                   | 35.9 (96.6)                   | 37.0 (98.6)                   | 38.2 (100.8)                  | 39.2 (102.6)                  | 39.2 (102.6)                  | 37.2 (99.0)                   | 36.3 (97.3)                   | 33.9 (93.0)                   | 32.5 (90.5)                   | 30.1 (86.2)                   | 39.2 (102.6)                  |
| Trung bình ngày tối đa °C (°F)                               | 19.3 (66.7)                   | 19.3 (66.7)                   | 21.9 (71.4)                   | 26.2 (79.2)                   | 30.5 (86.9)                   | 32.2 (90.0)                   | 32.6 (90.7)                   | 31.6 (88.9)                   | 30.3 (86.5)                   | 28.1 (82.6)                   | 25.0 (77.0)                   | 21.6 (70.9)                   | 26.5 (79.7)                   |
| Trung bình ngày °C (°F)                                      | 16.3 (61.3)                   | 16.9 (62.4)                   | 19.4 (66.9)                   | 23.3 (73.9)                   | 26.9 (80.4)                   | 28.6 (83.5)                   | 29.2 (84.6)                   | 28.4 (83.1)                   | 27.0 (80.6)                   | 24.4 (75.9)                   | 21.1 (70.0)                   | 17.8 (64.0)                   | 23.3 (73.9)                   |
| Tối thiểu trung bình ngày °C (°F)                            | 14.2 (57.6)                   | 15.3 (59.5)                   | 17.8 (64.0)                   | 21.4 (70.5)                   | 24.5 (76.1)                   | 26.0 (78.8)                   | 26.7 (80.1)                   | 25.9 (78.6)                   | 24.6 (76.3)                   | 21.7 (71.1)                   | 18.3 (64.9)                   | 15.0 (59.0)                   | 20.9 (69.6)                   |
| Thấp kỉ lục °C (°F)                                          | 4.1 (39.4)                    | 5.5 (41.9)                    | 6.7 (44.1)                    | 12.8 (55.0)                   | 16.9 (62.4)                   | 19.4 (66.9)                   | 21.9 (71.4)                   | 21.6 (70.9)                   | 16.5 (61.7)                   | 11.6 (52.9)                   | 9.1 (48.4)                    | 4.4 (39.9)                    | 4.1 (39.4)                    |
| Lượng Giáng thủy trung bình mm (inches)                      | 26 (1.0)                      | 27 (1.1)                      | 49 (1.9)                      | 84 (3.3)                      | 164 (6.5)                     | 201 (7.9)                     | 207 (8.1)                     | 298 (11.7)                    | 318 (12.5)                    | 224 (8.8)                     | 65 (2.6)                      | 25 (1.0)                      | 1.686 (66.4)                  |
| Số ngày giáng thủy trung bình                                | 9.4                           | 13.4                          | 17.0                          | 13.4                          | 12.5                          | 13.0                          | 12.1                          | 15.5                          | 15.3                          | 12.4                          | 7.9                           | 6.1                           | 147.9                         |
| Độ ẩm tương đối trung bình (%)                               | 85.4                          | 88.7                          | 90.7                          | 90.0                          | 86.1                          | 83.6                          | 82.4                          | 86.3                          | 86.8                          | 84.9                          | 82.3                          | 82.8                          | 85.8                          |
| Số giờ nắng trung bình tháng                                 | 73                            | 39                            | 42                            | 92                            | 194                           | 187                           | 212                           | 177                           | 180                           | 175                           | 142                           | 126                           | 1.639                         |
| Nguồn: Vietnam Institute for Building Science and Technology |                               |                               |                               |                               |                               |                               |                               |                               |                               |                               |                               |                               |                               |

## Hành chính
Thành phố Thái Bình có 19 đơn vị hành chính cấp xã trực thuộc, bao gồm 10 phường: Bồ Xuyên, Đề Thám, Hoàng Diệu, Kỳ Bá, Lê Hồng Phong, Phú Khánh, Quang Trung, Tiền Phong, Trần Hưng Đạo, Trần Lãm và 9 xã: Đông Hoà, Đông Mỹ, Đông Thọ, Phú Xuân, Tân Bình, Vũ Chính, Vũ Đông, Vũ Lạc, Vũ Phúc.
Danh sách các đơn vị hành chính thuộc thành phố Thái Bình
| STT | Tên đơn vị hành chính | Thành lập | Diện tích (km²) | Dân số (người) | Mật độ (người/km²) | Số liệu năm |
| --- | --------------------- | --------- | --------------- | -------------- | ------------------ | ----------- |
| 1   | phường Bồ Xuyên       | 1963      | 0,83            | 14.713         | 17.727             | 2007        |
| 2   | phường Đề Thám        | 1954      | 0,55            | 7.747          | 14.085             | 2007        |
| 3   | Phường Hoàng Diệu     | 2007      | 6,14            | 13.715         | 2.234              | 2007        |
| 4   | Phường Kỳ Bá          | 1963      | 1,69            | 15.884         | 9.399              | 2009        |
| 5   | Phường Lê Hồng Phong  | 1954      | 0,64            | 7.331          | 11.455             | 2009        |
| 6   | Phường Phú Khánh      | 1989      | 1,2             | 5.244          | 4.370              | 2009        |
| 7   | Phường Quang Trung    | 1954      | 1,11            | 12.839         | 11.567             | 2007        |
| 8   | Phường Tiền Phong     | 2002      | 2,53            | 10.594         | 4.187              | 2007        |
| 9   | Phường Trần Hưng Đạo  | 2007      | 1,72            | 4.710          | 2.738              | 2007        |
| 10  | Phường Trần Lãm       | 2002      | 3,31            | 14.237         | 4.301              | 2009        |
| 11  | Xã Đông Hoà           | 1986      | 5,59            | 8.133          | 1.455              | 2009        |
| 12  | Xã Đông Mỹ            | 2007      | 4,22            | 6.496          | 1.540              | 2007        |
| 13  | Xã Đông Thọ           | 2007      | 2,43            | 4.273          | 1.759              | 2007        |
| 14  | Xã Phú Xuân           | 1986      | 5,92            | 8.232          | 1.391              | 2007        |
| 15  | Xã Tân Bình           | 2007      | 3,79            | 4.674          | 1.233              | 2007        |
| 16  | Xã Vũ Chính           | 1986      | 5,58            | 11.053         | 1.981              | 2009        |
| 17  | Xã Vũ Đông            | 2007      | 6,5             | 8.125          | 1.250              | 2007        |
| 18  | Xã Vũ Lạc             | 2007      | 7,47            | 9.987          | 1.337              | 2007        |
| 19  | Xã Vũ Phúc            | 1986      | 6,21            | 7.993          | 1.287              | 2009        |

## Lịch sử
Bố Hải Khẩu là tên một đất cổ từ thời Ngô, nay thuộc phường Kỳ Bá, thành phố Thái Bình, tỉnh Thái Bình. Vào thế kỉ 10, là cửa biển, do sứ quân Trần Lãm chiếm giữ làm căn cứ. Đinh Bộ Lĩnh liên kết với Trần Lãm để mở rộng thế lực trong cuộc đấu tranh dẹp loạn 12 sứ quân, thống nhất đất nước. Năm 1030, vua Lý Thái Tông cày tịch điền ở Bố Hải Khẩu. Sau Bố Hải Khẩu được bồi lấp dần thành xã Kỳ Bố, huyện Vũ Tiên, trấn Sơn Nam Hạ (thuộc tỉnh Thái Bình ngày nay). Đến năm 1890 khi thành lập tỉnh Thái Bình tách ra từ Nam Định, nơi đây được chọn làm tỉnh lỵ của tỉnh, lấy tên là Thái Bình cho đến bây giờ.
Năm 1894, toàn quyền Đông Dương Jean-Marie de Lanessan ra quyết định quy hoạch thành lập thị xã Thái Bình.
Ngày 4 tháng 2 năm 1895, Kinh lược sứ Bắc Kỳ ra quyết định sáp nhập các làng Kỳ Bá, Bồ Xuyên vào phủ lỵ Kiến Xương để lập thị xã Thái Bình. Gọi là thị xã song thực ra chỉ có hai con đường trục của làng Bồ Xuyên và Kỳ Bá. Một con đường từ phủ đường qua cầu Kiến Xương (cách nhà Bảo tàng 200m) đi huyện Trực Định. Đường trục làng Bồ Xuyên và Kỳ Bá đều có đoạn dài xấp xỉ 1 km nhưng ngoằn nghèo.
Ngày 20 tháng 1 năm 1906, phủ Thống sứ ra Nghị định hoạch định chu vi thị xã.
Ngày 26 tháng 10 năm 1932, ra nghị định về kế hoạch điều chỉnh ba con đường cho thẳng hàng:
- Phố phía Bắc gọi là Đệ Nhất, tên Tây là Jules Piquet, vì qua cửa đền Mẫu nên còn gọi là phố Đền Mẫu (nay là phố Lê Lợi).
- Phố phía Nam gọi là Đệ Nhị, tên Tây là Armand Rousseau, vì có nhà Vọng Cung (nơi quan lại Nam triều tế lễ vào các ngày sóc vọng) nên còn gọi phố Vọng Cung.
- Phố phía Đông cắt từ đền Trần Lãm cũ (sau là dinh Công sứ - nay thuộc khu vực Tỉnh ủy). Chỉ từ đấy ra đến bờ mương, đài độ 300m gọi là phố Đệ Tam, tên Tây là De Miribel, vì cạnh sông bán nhiều tre nứa còn gọi là phố Giá Nứa.
- Phố Đệ Nhất và Đệ Tam dài 1,2 km khi gặp nhau ở An Tập, tụ điểm vài tiệm cô đầu. Cạnh bờ sông có toà Công sứ và dinh Tổng đốc xây kiểu Tây, 2 tầng; 1 trường tiểu học; 1 nhà thương (bệnh viện) nhỏ; 1 nhà dây thép (bưu điện)... Dân toàn thành phố có trên 3.000 người, song ở phố chỉ độ 1.600 khẩu, 80% dân vẫn ở trong làng. Người Tây lúc đông có gần 50 khẩu, người Hoa có 25 hộ. Người Tây thì ăn lương, người Hoa bốc thuốc, buôn bán vặt và mở tiệm ăn. Diện mạo thị xã như một thị trấn nhỏ ngày nay, nhưng tiều tuỵ không có nhiều nhà cao cửa rộng.

Năm 1954, thành lập các tiểu khu: Đề Thám, Lê Hồng Phong, Quang Trung.
Ngày 19 tháng 4 năm 1963, sáp nhập 3 thôn: Kỳ Bá, An Tập, Đồng Lôi thuộc xã Vũ Lãm (sau đổi là xã Trần Lãm) của huyện Vũ Tiên và thôn Bồ Xuyên thuộc xã Tiền Phong của huyện Thư Trì (sau này huyện Vũ Tiên hợp nhất với huyện Thư Trì thành huyện Vũ Thư) vào thị xã Thái Bình.
Sau năm 1975, thị xã Thái Bình có 5 phường: Bồ Xuyên, Đề Thám, Kỳ Bá, Lê Hồng Phong, Quang Trung.
Ngày 8 tháng 4 năm 1982, chuyển 2 xã: Tiền Phong, Trần Lãm thuộc huyện Vũ Thư về thị xã Thái Bình quản lý.
Ngày 20 tháng 3 năm 1986, chuyển 2 xã: Đông Hòa, Hoàng Diệu thuộc huyện Đông Hưng và 3 xã: Phú Xuân, Vũ Phúc, Vũ Chính của huyện Vũ Thư về thị xã Thái Bình quản lý.
Ngày 21 tháng 6 năm 1989, thành lập phường Phú Khánh trên cơ sở điều chỉnh một phần diện tích và dân số của 2 xã Phú Xuân và Vũ Phúc.
Ngày 12 tháng 4 năm 2002, chuyển 2 xã: Tiền Phong, Trần Lãm thành 2 phường có tên tương ứng.
Cuối năm 2003, thị xã Thái Bình có 8 phường: Bồ Xuyên, Đề Thám, Kỳ Bá, Lê Hồng Phong, Phú Khánh, Quang Trung, Tiền Phong, Trần Lãm và 5 xã: Đông Hòa, Hoàng Diệu, Phú Xuân, Vũ Chính, Vũ Phúc.
Ngày 18 tháng 4 năm 2003, thị xã Thái Bình được công nhận là đô thị loại III.
Ngày 29 tháng 4 năm 2004, thành lập thành phố Thái Bình, thành phố tỉnh lỵ tỉnh Thái Bình trên cơ sở toàn bộ diện tích và dân số của thị xã Thái Bình. Thành phố Thái Bình có 8 phường và 5 xã.
Ngày 13 tháng 12 năm 2007, mở rộng thành phố Thái Bình trên cơ sở sáp nhập 2 xã: Đông Thọ và Đông Mỹ thuộc huyện Đông Hưng, 2 xã: Vũ Lạc và Vũ Đông thuộc huyện Kiến Xương và xã Tân Bình thuộc huyện Vũ Thư; chuyển xã Hoàng Diệu thành phường Hoàng Diệu và thành lập phường Trần Hưng Đạo từ một phần diện tích tự nhiên và dân số của các phường Quang Trung, Tiền Phong, Bồ Xuyên và xã Phú Xuân.
Từ đó, thành phố Thái Bình có 10 phường và 9 xã như hiện nay.
Ngày 12 tháng 12 năm 2013, Thủ tướng Chính phủ ban hành Quyết định số 2418/QĐ-TTg công nhận thành phố Thái Bình là đô thị loại II trực thuộc tỉnh Thái Bình.

## Kinh tế - xã hội

### Kinh tế
Năm 2014, tổng giá trị sản xuất trên địa bàn thành phố ước đạt 19.868,3 tỷ đồng, tăng 10,02% so với năm 2013. Trong đó: 
1. Công nghiệp - xây dựng 13.865,4 tỷ đồng, tăng gần 10% so với năm 2013;
2. Thương mại - dịch vụ 5.276,1 tỷ đồng, tăng 9,5% so với năm 2013;
3. Nông nghiệp đạt 726,8 tỷ đồng,

- Tỷ trọng giá trị sản xuất công nghiệp, xây dựng chiếm 69,56%; thương mại, dịch vụ chiếm 26,83%; nông nghiệp chiếm 3,61%;
- Tổng thu ngân sách trên địa bàn ước đạt 1.841,5 tỷ đồng, đạt 140,8% dự toán, tăng 19,6% so với năm 2013;
- Tổng chi ngân sách địa phương ước đạt 821,5 tỷ đồng, đạt 163,7% dự toán;
- Tổng số lao động toàn thành phố trên 100 nghìn người. Tỷ lệ lao động phi nông nghiệp đạt trên 70%.

Khu - Cụm Công nghiệp:
1. KCN Nguyễn Đức Cảnh; diện tích 102 ha (xã Phú Xuân - phường Trần Hưng Đạo - phường Tiền Phong)
2. KCN Phúc Khánh; diện tích 300 ha (xã Phú Xuân - phường Phúc Khánh)
3. KCN Tiền Phong: diện tích 56 ha (phường Tiền Phong)
4. KCN Sông Trà; diện tích 250 ha (xã Tân Bình)
5. KCN Gia Lễ; diện tích 85 ha (xã Đông Thọ - xã Đông Mỹ, thành phố Thái Bình & xã Đông Dương - xã Đông Xuân, huyện Đông Hưng)
6. KCN Hoàng Diệu*; diện tích 50 ha (phường Hoàng Diệu)
7. CCN Phong Phú; diện tích 78 ha (phường Tiền Phong)
8. CCN Trần Lãm; diện tích 9,33 ha (phường Trần Lãm)

Các KCN và CCN trên đã thu hút hàng trăm dự án với số vốn đầu tư hàng chục ngàn tỷ đồng, và tạo việc làm cho trên 50.000 lao động.
- Phấn đấu duy trì tốc độ tăng trưởng kinh tế giai đoạn 2011 - 2015 đạt 18,9%/năm; cơ cấu kinh tế đến năm 2015 nâng tỷ trọng công nghiệp - xây dựng chiếm 64,6%, thương mại - dịch vụ chiếm 33,1%, giảm tỷ trọng nông nghiệp xuống còn 2,3%. GDP bình quân đầu người năm 2015 đạt khoảng 60 triệu đồng.

### Giáo dục
Hệ thống cơ sở giáo dục toàn diện với các trường Đại học, Cao đẳng, THPT và nhiều trường tiểu học & THCS
- Có 6 trường Đại học và Cao đẳng:

1. Trường Đại học Y Dược Thái Bình.
2. Trường Đại học Thái Bình
3. Trường Cao đẳng Văn hóa Nghệ thuật Thái Bình.
4. Trường Cao đẳng Y tế Thái Bình.
5. Trường Cao đẳng Sư phạm Thái Bình.
6. Trường Cao đẳng nghề số 19 Bộ Quốc phòng.

Trên địa bàn thành phố có 7 trường THPT:
1. Trường THPT Chuyên Thái Bình (trường công).
2. Trường THPT Lê Quý Đôn (trường công).
3. Trường THPT Nguyễn Đức Cảnh (trường công).
4. Trường TH, THCS và THPT Quách Đình Bảo (trường công).
5. Trường THPT Nguyễn Công Trứ. (tư thục)
6. Trường TH, THCS và THPT Asahi Thái Bình (tư thục).
7. Trường TH, THCS và THPT Marie Curie Thái Bình (tư thục).

### Y tế
Các cơ sở y tế trên địa bàn thành phố Thái Bình hiện bao gồm:
1. Tuyến khu vực, ngành: Bệnh viện Đại học Y Thái Bình 200 giường, trực thuộc Bộ Y tế.
2. Tuyến tỉnh: Bệnh viện Đa khoa Tỉnh; Bệnh viện Phụ sản; Bệnh viện Nhi; Bệnh viện Tâm thần; Bệnh viện Mắt; Bệnh viện Da liễu; Bệnh viện Phổi; Bệnh viện Điều dưỡng Phục hồi chức năng; Bệnh viện Y học cổ truyền Thái Bình; các bệnh viện tư nhân gồm BVĐK Lâm Hoa, BVĐK Hoàng An và BV Phụ sản An Đức Với tổng số giường bệnh là hơn 1.600 giường.
3. Tuyến Thành phố: Bệnh viện đa khoa thành phố; Trung tâm y tế thành phố, với 100 giường bệnh.
4. Tuyến phường, xã: bao gồm 19 trạm y tế trong các phường, xã với gần 100 giường.
5. Tuyến ngoài công lập như: Bệnh viện Đa khoa Lâm Hoa 50 giường; Bệnh viện Đa khoa Hoàng An quy mô 45 giường.

Dự án Khu Trung tâm Y tế Thái Bình rộng 42ha có các dự án như: Bệnh viện Đa khoa tỉnh 1.000 giường bệnh, Bệnh viện Nhi, Bệnh viện Mắt, Bệnh viện Tâm thần, Trung tâm vận chuyển cấp cứu 115, Trung tâm giám định Y khoa, Bệnh viện đa khoa tư nhân Lâm Hoa (cơ sở II), Bệnh viện phụ sản tư nhân, Bệnh viện đa khoa cộng đồng và Trung tâm xét nghiệm - chẩn đoán chất lượng cao, Phòng khám tư vấn chăm sóc sức khỏe và Vận chuyển cấp cứu... đang được triển khai nhưng công tác xây dựng khá là chậm so với tiến độ đề ra.

## Văn hóa

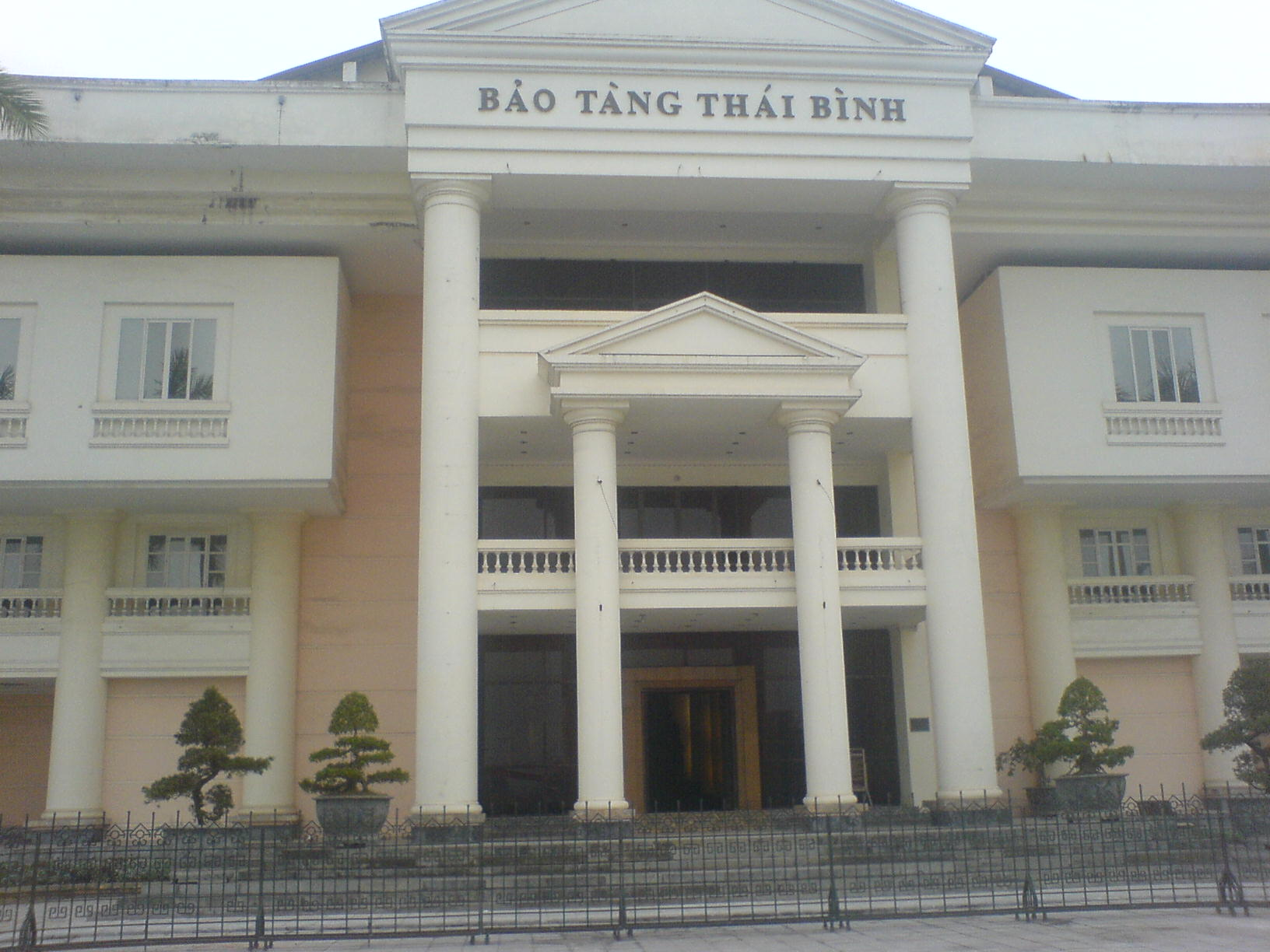
Bảo tàng Thái Bình

Thái Bình có Nhà hát Chèo Thái Bình, có Nhà hát cải lương, Đoàn ca múa nhạc, Nhà bảo tàng, Trung tâm thông tin triển lãm, Thư viện khoa học tỉnh.
Bảo tàng Thái Bình là một trong những Bảo tàng lớn nhất của cả nước. Nơi đây lưu giữ nhiều cổ vật quý hàng ngàn năm tuổi khai quật được ở mảnh đất Thái Bình như: Trống đồng, Gạch nung cổ, các loại đồ kim loại cổ, sứ cổ. Ngoài ra còn trưng bày các kỷ vật thời nay như xe tăng của Bùi Quang Thận, máy bay của Phạm Tuân.
Thư viện khoa học tổng hợp Thái Bình được thành lập năm 1955, đến nay còn lưu giữ hơn 155 nghìn bản sách và tư liệu.
Thành phố đang xây dựng khu liên hiệp thể thao tại xã Đông Hoà và phường Hoàng Diệu gồm nhiều hạng mục như sân vận động với 25.000 chỗ ngồi, nhà thi đấu đa năng, bể bơi trong nhà, ngoài trời, khu tập luyện dành cho vận động viên,...
Thể dục thể thao Thái bình đang được chú trọng phát triển. Đặc biệt có đội tuyển bóng chuyền nữ PiOl Vital Thái Bình là CLB chuyên nghiệp thuộc hạng vào các câu lạc bộ mạnh nhất quốc gia. Đội tuyển đã nhiều năm vô địch bóng chuyền chuyên nghiệp vào các năm: 2007, 2008, 2010. Đạt giải nhì vào các năm 2009. Và đạt giải nhất trong trận thi đấu giải Cúp các câu lạc bộ Hùng Vương trước đội Bộ tư lệnh thông tin năm 2010.
Các môn thể thao khác thì không được quan tâm nên thành tích chưa được tốt.
Để phục vụ nhu cầu giải trí của người dân, TP có các công trình văn hóa như Trung tâm văn hóa, thể thao thanh thiếu niên tỉnh, Trung tâm TDTT TP, Nhà Văn hóa trung tâm tỉnh, Nhà văn hóa Lao động tỉnh, Nhà văn hóa thiếu nhi tỉnh, Thư viện tỉnh, Bảo tàng tỉnh... Có các công trình thể dục thể thao quy mô lớn đáp ứng được nhu cầu tổ chức các sự kiện thi đấu thể dục thể thao toàn TP, tỉnh cũng như quốc tế.

### Đặc sản ẩm thực
- Ổi Bo (phường Hoàng Diệu)
- Bún cá, canh cá, bún ốc (phường Trần Hưng Đạo)
- Bánh chưng Cầu Báng (cầu Báng - xã Tân Bình).
- Bánh cáy Thái Bình (đặc sản làng Nguyễn)

### Kết nghĩa
- Thành phố Niigata
- Quận Marzahn - Hellersdorf, Berlin

## Giao thông
TP. Thái Bình có hệ thống giao thông tương đối thuận lợi cả về đường thủy và đường bộ:
Đường bộ:
- QL10 mở rộng với mặt cắt 45m (Ngoài đô thị được nâng cấp đạt tiêu chuẩn đường đồng bằng cấp II).
- QL39 mở rộng với mặt cắt là 32m (Ngoài đô thị được nâng cấp đạt tiêu chuẩn đường đồng bằng cấp II).
- QL39B đoạn từ cầu Thái Bình đi huyện Kiến Xương mở rộng với mặt cắt là 45m (Ngoài đô thị được nâng cấp đạt tiêu chuẩn đường đồng bằng cấp II).
- TL454 (phố Lý Bôn) mở rộng với mặt cắt là 36m (Ngoài đô thị được nâng cấp đạt tiêu chuẩn đường đồng bằng cấp III).
- Vành đai 1: Hình thành trên cơ sở kết nối khép kín một số tuyến đường chính gồm: Trần Thái Tông - Long Hưng - Quang Trung - Hai Bà Trưng.
- Vành đai 2: Hình thành do kết nối tuyến đường vành đai phía Bắc (tuyến tránh Quốc lộ 10) với tuyến đường vành đai phía Nam (đang thi công). Đường xây dựng mới & đạt tiêu chuẩn đường cấp 1 đồng bằng với tốc độ thiết kế là 80km/h
- Vành đai 3: định hướng có cự ly từ 3 - 5 km so với vành đai 1, đi qua địa phận của các huyện lân cận. Tuyến này nhằm gia tăng năng lực của hệ thống giao thông Thành phố, các khu vực phụ cận, đồng thời gia tăng năng lực của các tuyến giao thông cấp vùng đi như cao tốc Ninh Bình - Hải Phòng - Quảng Ninh, đường sắt, đường QL10, QL39, ĐT 39B, ĐT 454.

Đường thủy:
- Nâng cấp, cải tạo các tuyến đường sông qua Thành phố đảm bảo cho các phương tiện đi lại phục vụ du lịch, giải trí, sản xuất và chuyên chở vật liệu. Trong đó sông Trà Lý đạt tiêu chuẩn đường thủy nội địa cấp II.

Giao thông nội thị
Một số đường nội thành chính: Hai Bà Trưng, Lê Lợi, Quang Trung, Trần Hưng Đạo, Trần Thái Tông, Lý Bôn, Lê Quý Đôn...
Cầu:
- Giữ nguyên 03 cầu hiện có qua sông Trà Lý: cầu Bo (cầu Độc Lập), cầu Thái Bình, cầu Hoà Bình.
- Tiếp tục xây dựng cầu trên đường vành đai II (đường vành đai phía Nam Thành phố).
- Dự kiến xây dựng mới 1 cầu mới nối cực phát triển phía Bắc và phía Đông, gia tăng hướng đối ngoại với vùng phía Đông. Ngoài Thành phố, trên tuyến vành đai III, đề nghị nghiên cứu thêm 2 cầu mới cho định hướng phát triển dài hạn.
- Các cầu khác: được cải tạo, xây mới phù hợp với yêu cầu chung của mạng giao thông Thành phố.

Bến xe:
- Giữ nguyên vị trí, diện tích, cải tạo bến xe Thành phố hiện nay tại đường Trần Thái Tông, dự kiến bến xe này chỉ phục vụ cho các dịch vụ giao thông trong thành phố Thái Bình như bến xe buýt, bãi đỗ xe công cộng.
- Dự kiến xây dựng mới 4 tổ hợp bến xe đối ngoại, kết hợp với các dịch vụ vận tải khác tại các cửa ngõ Tây, Bắc, Đông, Nam của thành phố, diện tích trung bình 5-7ha:

1. Bến xe phía Bắc thuộc xã Đông Mỹ, nằm tại nút giao giữa QL39 với QL10; hướng đi thị trấn Đông Hưng, An Bài, Diêm Điền, thành phố Hải Phòng.
2. Bến xe phía Nam khu vực xã Vũ Chính nằm tại nút giao giữa QL39B (phố Hoàng Văn Thái) với đường vành đai phía Nam dự kiến; hướng đi thị trấn Thanh Nê, Tiền Hải, Khu du lịch Đồng Châu, Cồn Vành, thành phố Nam Định.
3. Bến xe phía Đông khu vực xã Vũ Đông nằm tại nút giao giữa nhánh đường QL10 kéo dài từ khu vực nhà thờ Sa Cát qua sông Trà Lý về phía xã Vũ Đông với đường vành đai phía Nam dự kiến; hướng đi thị trấn Tiền Hải, Khu du lịch Đồng Châu, Cồn Vành, cao tốc ven biển dự kiến, đi thành phố Hải Phòng.
4. Bến xe phía Tây khu vực xã Phú Xuân nằm tại nút giao giữa phố Lý Bôn với đường vành đai phía Bắc (đường tránh QL10) hướng đi thị trấn Hưng Hà, Quỳnh Phụ, thành phố Hưng Yên, Hải Dương.

Tuyến xe buýt nội tỉnh qua TP. Thái Bình
1, Tuyến 01 Hoàng Hà: TP. Thái Bình - KCN Tiền Hải.
Lộ trình: Cầu Phúc Khánh - Đường Trần Thái Tông - Đường Lý Bôn (Vườn Hoa, Bến xe khách Thái Bình, Bệnh viện Đa khoa Thái Bình) - Đường Lê Lợi - Đường Lý Thường Kiệt - Quốc lộ 39 B (Thị trấn huyện Kiến Xương, Thị trấn huyện Tiền Hải) - Khu vực ngã tư xã Đông Minh huyện Tiền Hải.
2, Tuyến 02 Hoàng Hà: TP. Thái Bình - TT. Diêm Điền.
Lộ trình: Trường CĐSP Thái Bình - Đường Quang Trung - Đường Lý Bôn (Vườn Hoa, Bến xe khách Thái Bình) - Quốc lộ 10 - Quốc lộ 39 (huyện Đông Hưng) - Cống Thóc thị trấn Diêm Điền - Hồng Quỳnh huyện Thái Thụy.
3, Tuyến 03 Hoàng Hà: TP. Thái Bình - Cầu Triều Dương
Lộ trình: Trường CĐSP Thái Bình - Đường Quang Trung - Ngô Thì Nhậm - Đường Lý Bôn (Vườn Hoa, Bến xe khách Thái Bình) - Quốc lộ 10 (huyện Đông Hưng) - Quốc lộ 39 (huyện Hưng Hà) - Cầu Triều Dương
4, Tuyến 04 Hoàng Hà: TP. Thái Bình - Phố Bến Hiệp
Lộ trình: Trường CĐSP Thái Bình - Đường Quang Trung - Ngô Thì Nhậm - Đường Lý Bôn (Vườn Hoa, Bến xe khách Thái Bình) - Quốc lộ 10 (huyện Đông Hưng) - Ngã ba Đọ - Thị trấn Quỳnh Côi - Bến Hiệp huyện Quỳnh Phụ
5, Tuyến 05 Hoàng Hà: TP. Thái Bình - Bến xe Chợ Lục
Lộ trình: Trường CĐSP Thái Bình - Đường Quang Trung - Đường Lý Bôn (Vườn Hoa, Bến xe khách Thái Bình) - Quốc lộ 10 - Quốc lộ 39 (huyện Đông Hưng) - Thái Giang - Thái Hà - Thái Phúc - Chợ Lục, Thái Ninh huyện Thái Thụy
6, Tuyến 06 Hoàng Hà: TP. Thái Bình - Tịnh Xuyên - Hưng Hà - Đền Trần.
Lộ trình: Trường CĐSP Thái Bình - Cầu Cống Trắng - Đường Ngô Thì Nhậm - Đường Phan Bá Vành - Đường Lý Bôn - Bệnh viện Đa khoa Thái Bình - Vincom Thái Bình - Bến xe khách Hoàng Hà - Ngã tư Tân Bình (Trường ĐH Thái Bình) - Tân Hòa - Minh Lãng - Song Lãng - Hiệp Hòa - Xuân Hòa - Cầu Tịnh Xuyên - Minh Hoà - Độc Lập (Đền thờ Lê Quý Đôn) - Minh Tân - Hồng An - Giao cắt ĐT 453 và Đường Thái Bình Hà Nam - Đền Trần-Thái Bình
7, Tuyến 07 Phiệt Học: TP. Thái Bình - Vô Hối - Diêm Điền - Thụy Tân.
Lộ trình: Thành phố Thái Bình - Long Hưng - Gia Lễ - Vô Hối - Diêm Điền - Thụy Tân.
8, Tuyến 08 Phiệt Học: TP. Thái Bình - Kiến Xương - Tiền Hải - Cồn Vành.
Lộ trình: CĐSP Thái Bình - Quang Trung -Trần Thái Tông - Lý Bôn -Ngô Quyền - Lê Quý Đôn -Cầu Trắng - đường 39B (Vũ Quý, Thanh Nê, Tiền Hải) - đường trục xã Tây Giang - BVĐK Tiền Hải - Nam Hà - Nam Hải - Nam Hồng - Nam Trung - Nam Phú - Cồn Vành.
9, Tuyến 209 Huy Hoàng: Thành phố Thái Bình - Quý Cao - Thành phố Hải Dương.
Lộ trình: Thành phố Thái Bình - thị trấn Đông Hưng - Cầu Nghìn - Vĩnh Bảo - Quý Cao - Tứ Kỳ - Thành phố Hải Dương.

## Du lịch
Trung tâm thành phố:
- Nhà Văn hoá tỉnh
- Các siêu thị mua sắm: HC, Điện Máy Xanh, May 10, Victory Plaza, Vincom Plaza, Thế giới di động, FPT Shop, Viettel,...
- Quảng trường 14/10
- Công viên 30-6
- Công viên Kỳ Bá
- Công viên Lê Quý Đôn
- Nhà thờ Thái Bình
- Bảo tàng tỉnh Thái Bình.

Bờ Sông Trà: Nơi hằng đêm có các hoạt động ca nhạc, vui chơi ngoài trời.
Cầu Bo, Cầu Thái Bình, Cầu Hoà Bình.
Các tuyến phố: Tuyến kinh doanh đêm Trần Hưng Đạo, Minh Khai, Lý Bôn, Hai Bà Trưng, Quang Trung, Lê Lợi, Phan Bá Vành, Lê Quý Đôn, Hoàng Công Chất...
Đền Quan: là di tích lịch sử nổi tiếng ở thành phố Thái Bình, Đền Quan là nơi thờ vị thần triều Đinh là "Tiết Chế Nam Đạo Đại Thần Tướng". Ngài họ Trần - húy Thắng, là tướng của sứ quân Trần Lãm trấn giữ Thái Bình. Việt Thắng Đại Vương là người có công dẹp loạn và giúp dân trị thủy sông Trà. Ngài sinh và mất ở thế kỷ 10. Trải các triều Đinh, Lê, Lý, Trần, Hậu Lê đều được tu bổ; Đền hiện tại được đại tu vào năm Duy Tân thứ 2.